# Olivier Thomas

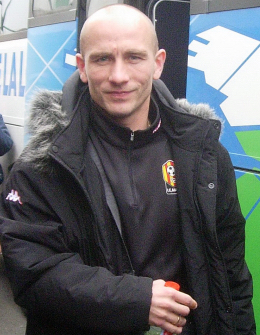
Olivier Thomas

Olivier Thomas (Parijs, 6 oktober 1974) is een voormalig Franse voetballer (verdediger). Gedurende zijn carrière kwam hij onder andere uit voor AS Nancy (jeugd) en Troyes AC.

## Carrière
- 1992-1993: AS Nancy (jeugd)
- 2000-2001: RCS La Chapelle St Luc
- 2001-januari 2003: Troyes AC
- januari 2003-2007: Le Mans
- 2007-2008: FC Nantes
- 2008-2009: FC Sochaux